# Israel Philharmonic Orchestra

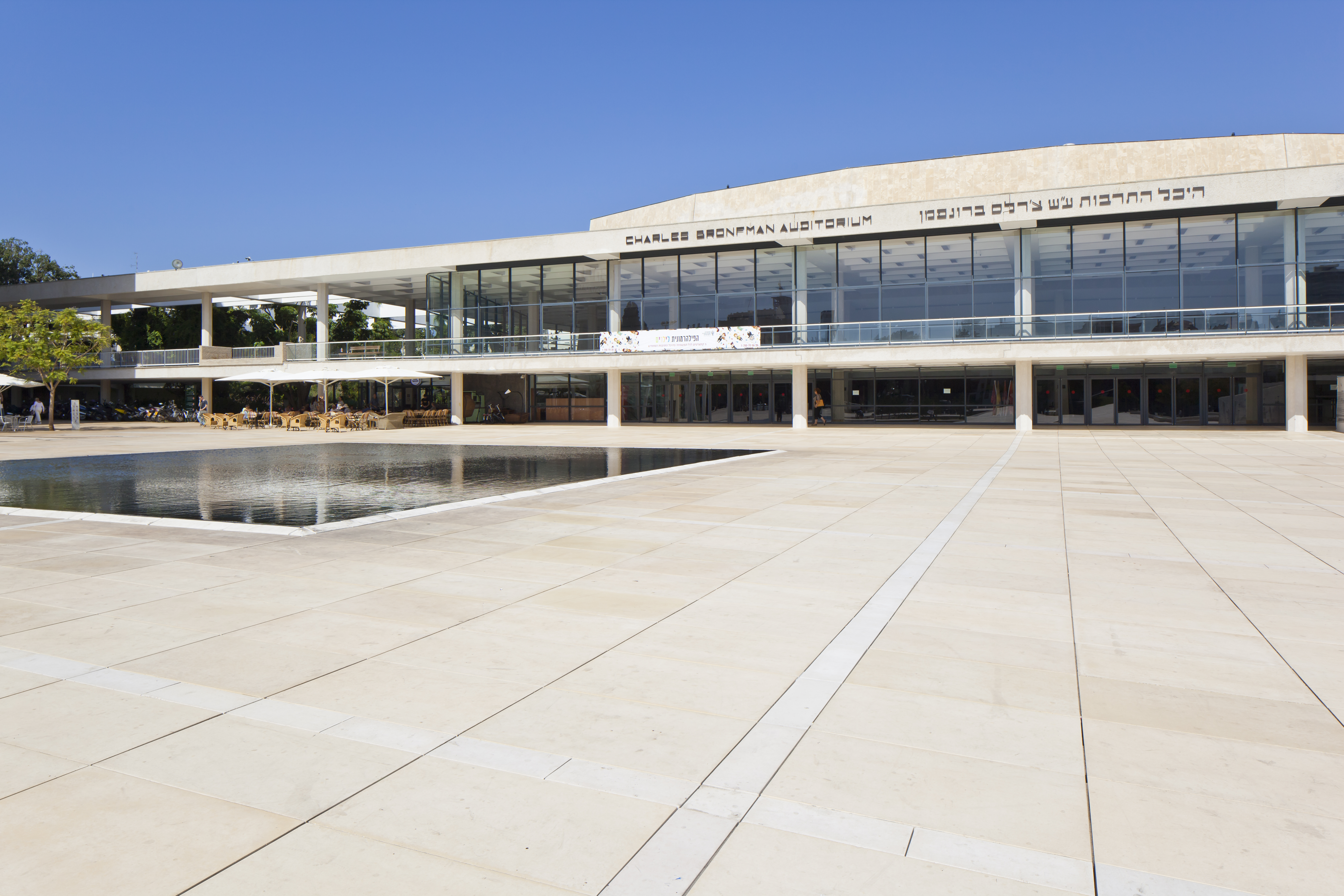
Charles R. Bronfman Auditorium (Heichal ha-Tarbut) in Tel Aviv

Das Israel Philharmonic Orchestra (hebräisch הַתִּזְמֹרֶת הַפִילְהַרְמוֹנִית הַיִּשְׂרְאֵלִית HaTismōret haFīlharmōnīt haJisrəʾelīt) ist ein israelisches Sinfonieorchester. Seine Hauptspielstätte ist das Charles Bronfman Auditorium in Tel Aviv. Außerdem spielt das Orchester das ganze Jahr hindurch in Jerusalem und Haifa. Es gilt seit seiner Gründung in den 1930er Jahren als wichtigstes Orchester in Palästina bzw. Israel und als eines der weltweit renommierten Ensembles für klassische Musik.

## Geschichte

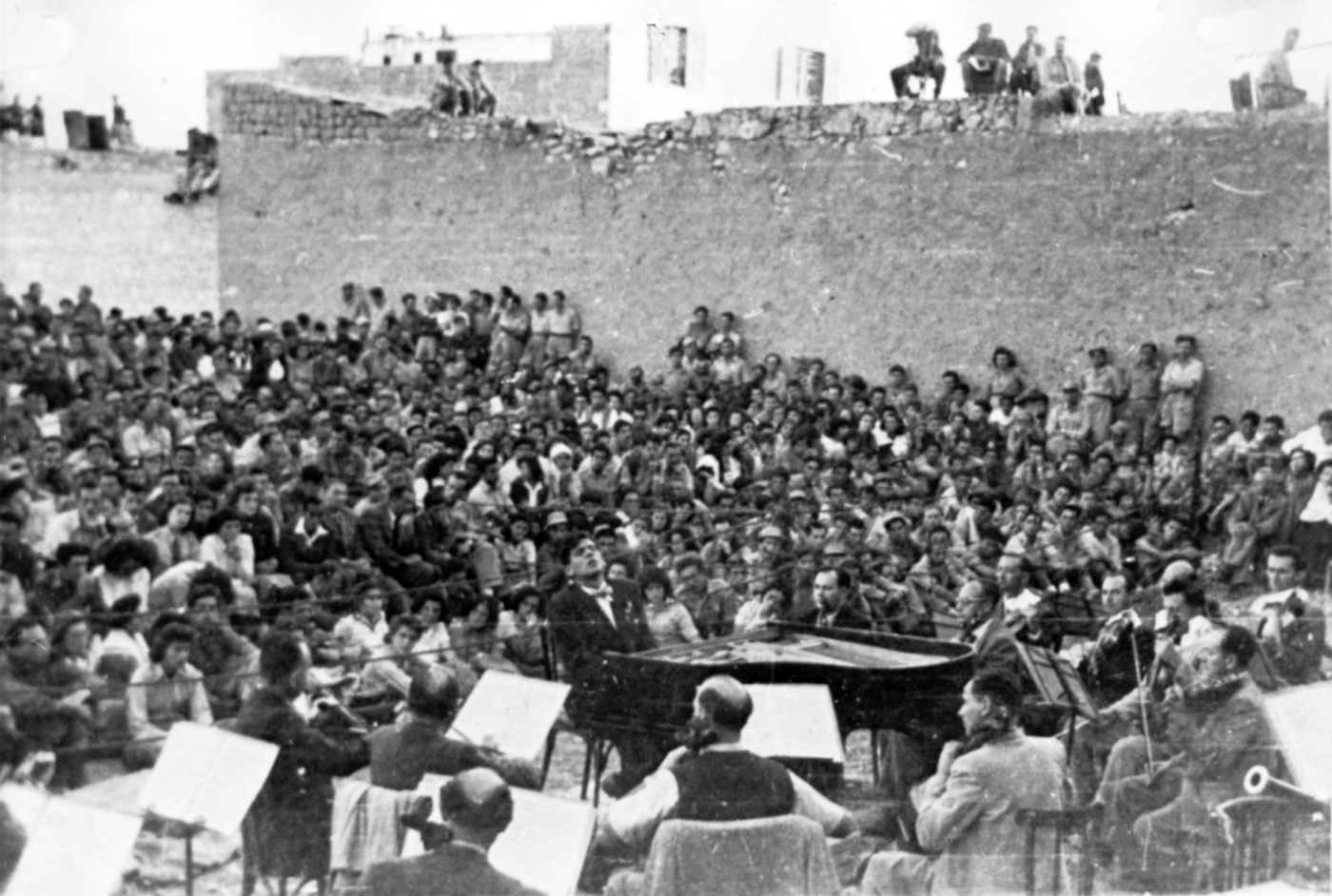
Mit Leonard Bernstein bei einem Auftritt vor Soldaten im Unabhängigkeitskrieg 1948

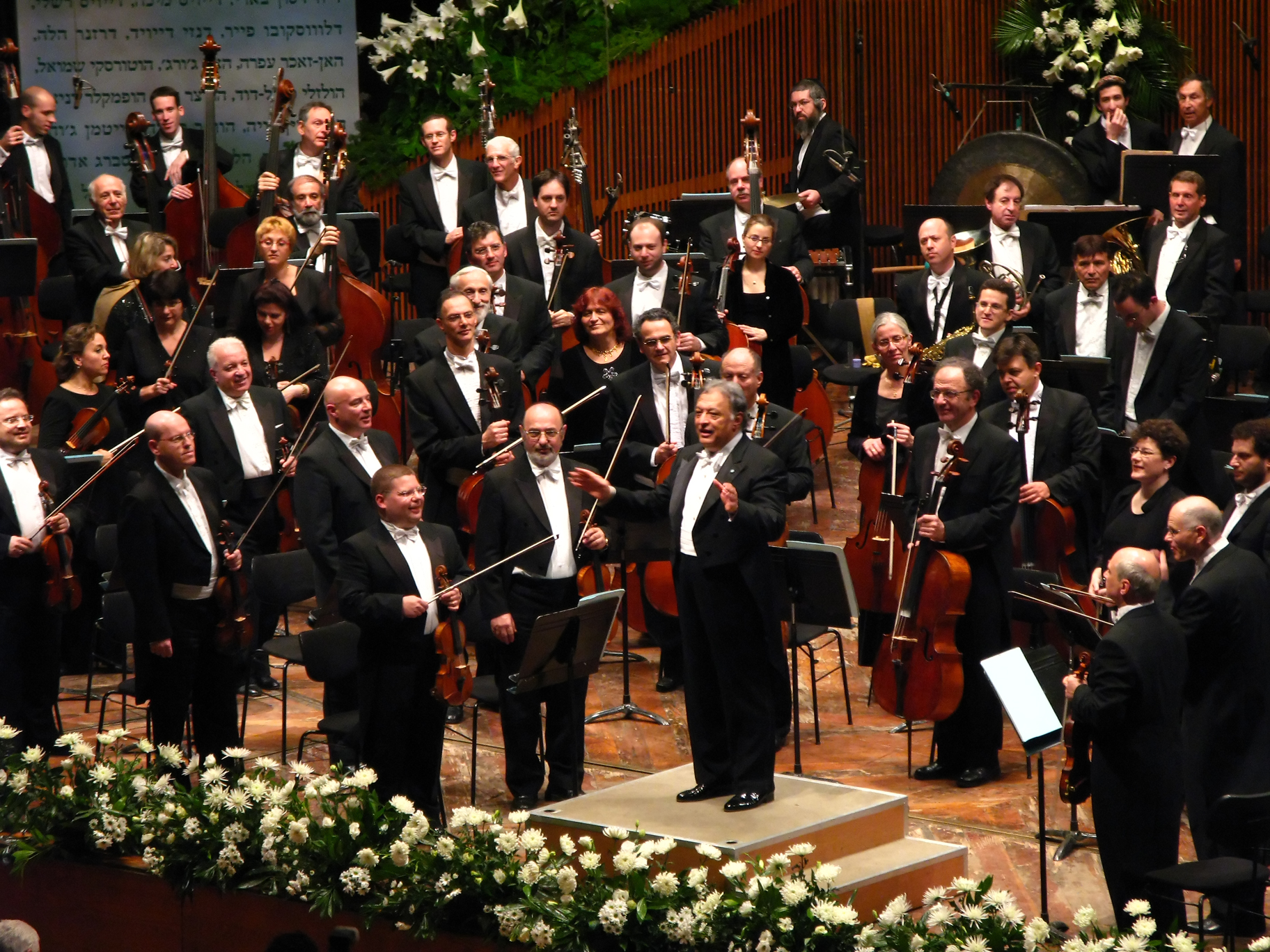
Feier des siebzigjährigen Bestehens mit Zubin Mehta

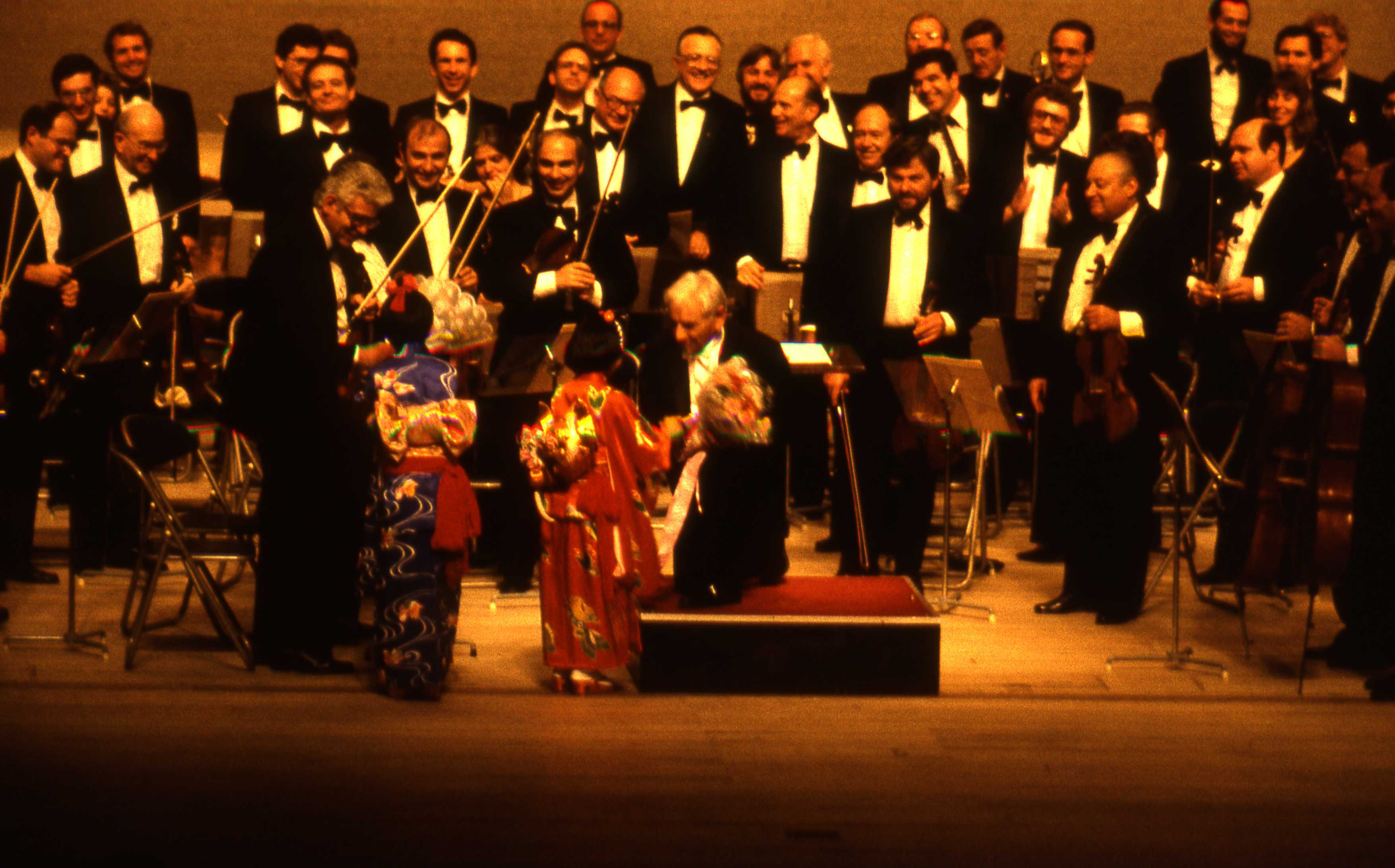
Leonard Bernstein (1985)

Das israelische Sinfonieorchester wurde im Jahr 1936 von Bronisław Huberman unter dem Namen Palestine Symphony Orchestra gegründet. Die ersten Mitglieder waren 75 Musiker, die wegen der Judenverfolgung aus Mitteleuropa nach Palästina emigriert waren. Der erste Dirigent war William Steinberg. Durch die Verpflichtung zahlreicher jüdischer Musiker aus Europa bewahrte Huberman diese vor dem Holocaust. Das erste Konzert des Orchesters fand am 26. Dezember 1936 in Tel Aviv statt und wurde von Arturo Toscanini geleitet. Auf dem Programm standen die 2. Sinfonie von Johannes Brahms und die Ouvertüre zur Oper Oberon von Carl Maria von Weber. Nach den Novemberpogromen von 1938 beschloss Huberman, keine Stücke von Richard Wagner mehr aufzuführen. Nach der Unabhängigkeitserklärung Israels 1948 änderte das Orchester seinen Namen in Israel Philharmonic Orchestra. Im Palästinakrieg 1948 spielte es unter der Leitung von Leonard Bernstein im ganzen Land vor israelischen Soldaten.
Als das israelische Sinfonieorchester Anfang der 1970er Jahre zu den Salzburger Festspielen, dem Lucerne Festival und dem Edinburgh Festival eingeladen wurde, entbrannte in der israelischen Öffentlichkeit die Debatte, ob es auch in Deutschland auftreten dürfe. 1971 spielte es erstmals in Berlin; dabei kamen Werke von Felix Mendelssohn Bartholdy und Gustav Mahler sowie die israelische Nationalhymne zur Aufführung. Im Jahr 1977 gab es unter Leitung von Zubin Mehta an der Grenze zum Libanon im Namen der Annäherung Israels und des Nachbarlandes ein Konzert für ein israelisches und libanesisches Publikum.
Seit der Auflösung der Sowjetunion 1989 wurde das israelische Sinfonieorchester Heimstätte zahlreicher Musiker mit russischer Musiktradition. Zeitweise stammten rund fünfzig Prozent seiner Mitglieder von dort; bis heute üben sie einen prägenden Einfluss auf das Repertoire aus.
Im Jahr 2005 wurde in Zusammenarbeit mit der Universität Tel Aviv die Buchmann-Mehta-Musikschule eröffnet, die sich der Ausbildung junger Musiker und der künstlerischen Nachfolge des Orchesters widmet.

## Künstlerische Leitung
Bis 1968 besaß das Orchester keinen festen musikalischen Leiter. Ehrendirigent war von 1949 bis zu seinem Tod 1990 Leonard Bernstein. Von 1968 an war Zubin Mehta musikalischer Berater und Chefdirigent, 1977 wurde er zum Musikdirektor ernannt. Seit 1981 ist er Musikdirektor auf Lebenszeit. Als Nachfolger Mehtas übernahm 2020 Lahav Shani die Orchesterleitung.

### Musikalische Berater
- Zubin Mehta (1968–1977)
- Jean Martinon (1958–1960)
- Bernardino Molinari
- Paul Paray (1949–1951)
- Leonard Bernstein (1947–1949; seit 1988 Laureate Conductor)
- William Steinberg (1936–1938)

### Gastdirigenten (Auswahl)
- Dean Dixon (1950–1951)
- Jean Martinon (1958–1960)
- Gary Bertini (1960)
- Mendi Rodan (1993–1997)
- Herbert Blomstedt
- Gustavo Dudamel
- Carlo Maria Giulini
- Josef Krips
- Kurt Masur (seit 1992)
- Christoph von Dohnányi

## Film
- 2012:  Orchestra of Exiles. Dokumentarfilm. Regie: Josh Aronson. Über den Werdegang Hubermans und die Gründung des Palestine Orchestra.[13]